# Du’aine Ladejo
Du’aine Ladejo (ur. 14 lutego 1971 w Paddington) – brytyjski czterystumetrowiec i celebryta. W trakcie kariery sportowej był najbardziej znany ze zwycięstwa w biegu na 400 metrów w Mistrzostwach Europy w Lekkoatletyce w 1994 w Helsinkach. Ladejo był także członkiem sztafety brytyjskiej i angielskiej 4 × 400 metrów podczas Mistrzostw Europy, igrzysk olimpijskich oraz Igrzysk Wspólnoty Narodów. Po zakończeniu kariery sportowca wystąpił w kilku programach telewizyjnych takich jak Gladiatorzy.

## Kariera lekkoatletyczna
Podczas mistrzostw Europy w lekkoatletyce w 1994 Ladejo zdobył złote medale zarówno w biegu na 400 metrów, jak i w sztafecie 4 × 400 metrów. W biegu indywidualnym uzyskał czas 45,09 sekund, pokonując obrońcę tytułu Rogera Blacka. Dwa razy wygrał także bieg na 400 metrów podczas halowych mistrzostw Europy w lekkoatletyce w 1994 oraz 1996. W czasie Igrzysk Wspólnoty Narodów w 1994 zdobył srebrny medal na dystansie 400 metrów przegrywając tylko z Kenijczykiem Charlesem Gitongą, a ze sztafetą 4 × 400 metrów wygrał rywalizację. W trakcie igrzysk olimpijskich Ladejo zdobył dwa medale w sztafecie – brązowy w Barcelonie (1992) i srebrny w Atlancie (1996).
Po igrzyskach w Atlancie Ladejo skierował swoją uwagę w stronę innych konkurencji lekkoatletycznych, spodziewając się, że nie odniesie już większych sukcesów w startach na 400 metrów. Spróbował swoich sił w dziesięcioboju, gdzie zajął siódme miejsce w Igrzyskach Wspólnoty Narodów w 1998 w Kuala Lumpur. Rywalizował także w biegu na 400 metrów przez płotki.
W trakcie swojej kariery Ladejo trenował w klubie Birchfield Harriers.

## Kariera w mediach
W trakcie swojej kariery zawodniczej Ladejo występował w programie telewizyjnym Du’aine’s World w London Weekend Television. Na początku XXI wieku Ladejo rywalizował w programie sportowym BBC Superstars, wygrywając rywalizację w 2004 i zajmując drugie miejsce w 2005 za Alainem Baxterem. W tym samym roku Ladejo wystąpił także w reality show Celebrity Love Island produkcji ITV.
W 2007 Ladejo i Adam Hollioake stworzyli Quiet Storm Productions, które produkowało program Australia’s Greatest Athlete. W 2008 Ladejo dołączył do reality show Gladiatorzy produkowanego przez Sky One, gdzie występuje jako gladiator „Predator”.

## Edukacja
Ladejo rozpoczął swoją naukę w Forest Grange School w West Sussex, a później trafił do King Edward’s School koło Witley w hrabstwie Surrey. Następnie kontynuował edukację w Stanach Zjednoczonych. Uczył się w Medina High School w Medina, którą ukończył w 1988, a następnie rozpoczął studia z zakresu mediów (radia, telewizji i filmu) na University of Texas at Austin, zdobywając tytuł w 1993 roku.